# 极北蝰
极北蝰（学名：Vipera berus）为蝰属的一種毒蛇，俗名龙纹蝰。分布于中亚和北亚森林草原地区、欧洲北部和中部山区以及中国大陆的新疆、吉林等地，多生活于温带、寒带的林区和草原草甸区、阔叶林、针叶林、混交林及沼泽地以及以树根洞穴中或石块下为其隐蔽场所。其生存的海拔上限为2700米。该物种的模式产地在欧洲。

## 分類
它有三個亞種：
| 亞種                | 命名人           | 分佈       |
| ------------------- | ---------------- | ---------- |
| V. b. berus         | (Linnaeus, 1758) | 歐洲和北亞 |
| V. b. bosniensis    | Boettger, 1889   | 巴爾幹半島 |
| V. b. sachalinensis | Zarevskij, 1917  | 俄羅斯遠東 |

## 特征
體長一般為55 cm（22英寸），不同地區的個體大小也不同。最大的個體發現於斯堪的納維亞，長90 cm（35英寸）。其體重在50—180克（1.8—6.3盎司）之間。

## 毒性

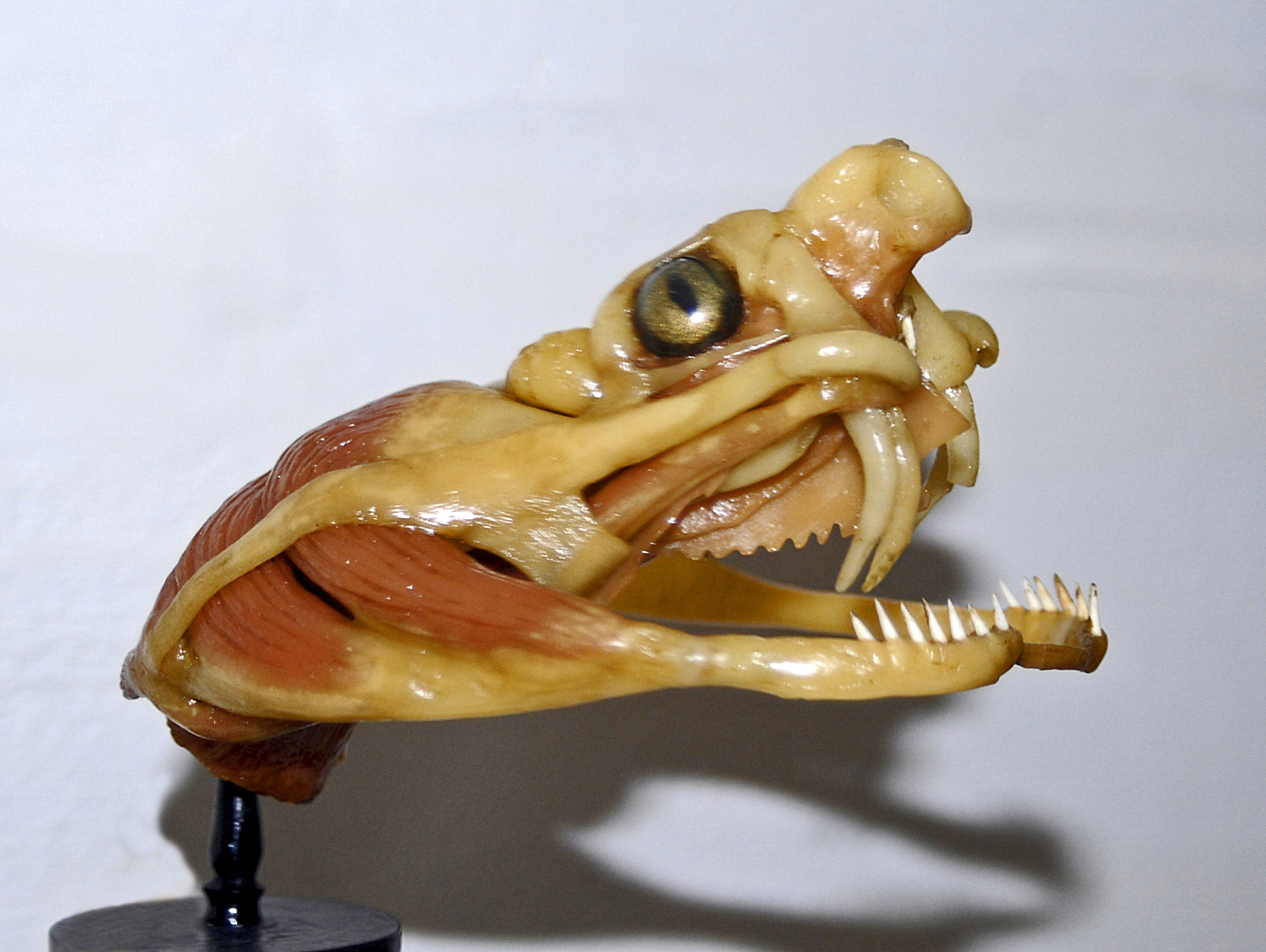
毒牙

它是歐洲常見的毒蛇，每年都有人畜被咬案例。光瑞典每年就有約1,300人被咬，其中約12%需要就醫。現有至少八種可用於治療其咬傷的抗蛇毒素。
相比其他蝰蛇來說，极北蝰的毒性並不強。其小鼠半數致死劑量為0.55 mg/kg（靜脈注射）、0.80 mg/kg（腹膜内注射）和6.45 mg/kg（皮下注射）。對人類來說，其咬傷一般並非特別致命。就英國而言，自1876年以來全英只有14人死於极北蝰蛇毒。

## 保護

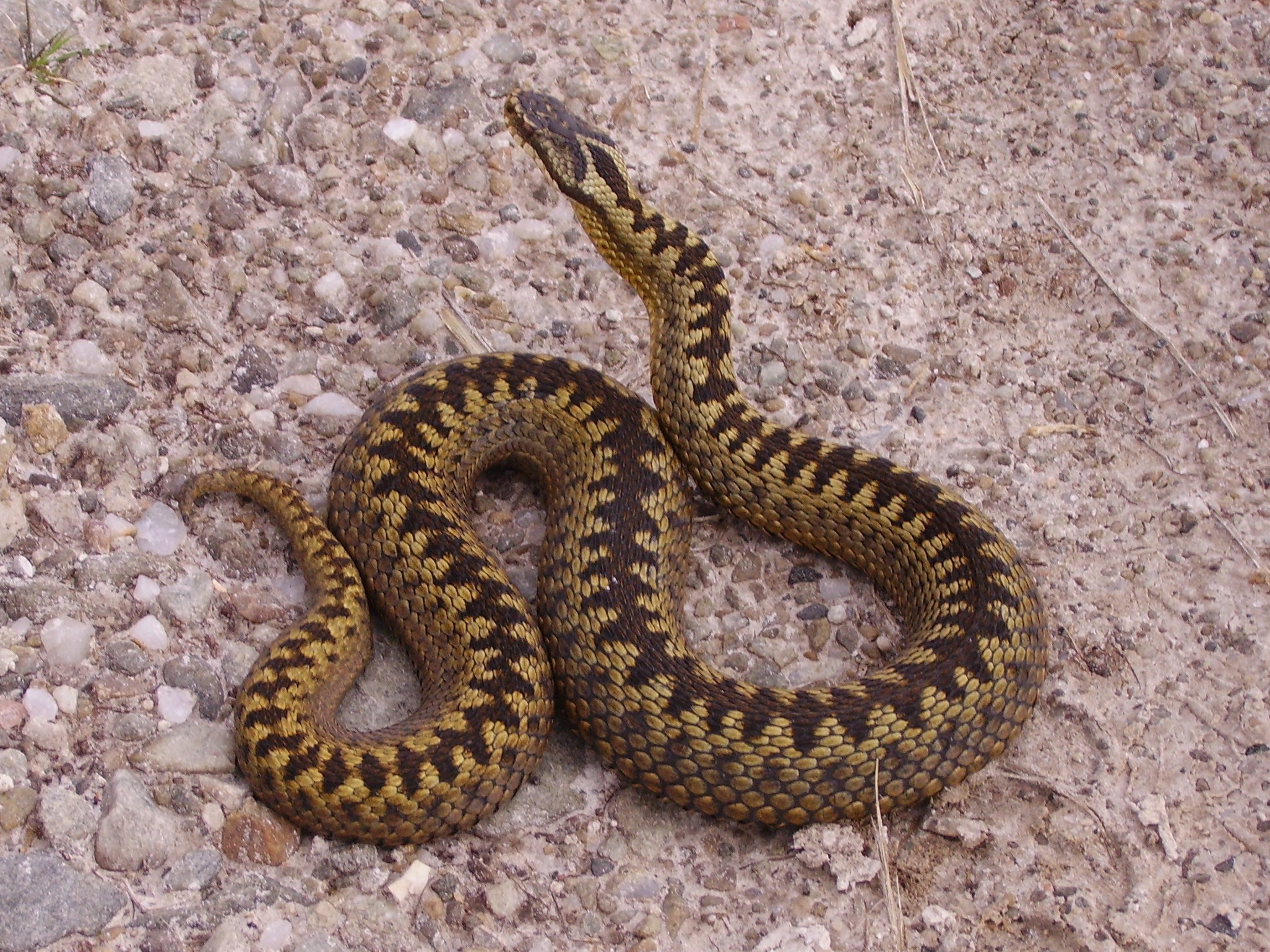
雌性

包括挪威、丹麥和英國在內的部分歐洲国家禁止捕殺、傷害或交易极北蝰，瑞士也把它列為瀕危物種。但它本身為IUCN無危物種。